# Лайвенгуд (Аляска)
Лайвенгуд (англ. Livengood) — переписна місцевість (CDP) в США, в окрузі Юкон-Коюкук штату Аляска. Населення — 16 осіб (2020).

## Географія
Лайвенгуд розташований за координатами 65°28′35″ пн. ш. 148°25′22″ зх. д. / 65.47639° пн. ш. 148.42278° зх. д. (65.476506, -148.422784).  За даними Бюро перепису населення США в 2010 році переписна місцевість мала площу 688,01 км², з яких 686,76 км² — суходіл та 1,25 км² — водойми.

### Клімат
| Клімат : Лайвенгуд      | Клімат : Лайвенгуд | Клімат : Лайвенгуд | Клімат : Лайвенгуд | Клімат : Лайвенгуд | Клімат : Лайвенгуд | Клімат : Лайвенгуд | Клімат : Лайвенгуд | Клімат : Лайвенгуд | Клімат : Лайвенгуд | Клімат : Лайвенгуд | Клімат : Лайвенгуд | Клімат : Лайвенгуд | Клімат : Лайвенгуд |
| Показник                | Січ.               | Лют.               | Бер.               | Квіт.              | Трав.              | Черв.              | Лип.               | Серп.              | Вер.               | Жовт.              | Лист.              | Груд.              | Рік                |
| Абсолютний максимум, °C | 3,3                | 2,2                | 10,0               | 32,8               | 26,1               | 32,2               | 31,1               | 30,6               | 25,6               | 21,1               | 6,7                | 3,9                | 32,8               |
| Середній максимум, °C   | −22,2              | −17,9              | −9,6               | 1,8                | 10,8               | 19,7               | 20,4               | 16,4               | 9,2                | −2,8               | −14,3              | −17,6              | −0,5               |
| Середній мінімум, °C    | −28,6              | −25                | −21,1              | −11,7              | −1,1               | 6,1                | 7,5                | 5,9                | −1,4               | −9,3               | −20,9              | −24,8              | −10,3              |
| Абсолютний мінімум, °C  | −48,3              | −45,6              | −40,6              | −28,9              | −20,6              | −2,2               | −2,2               | −3,9               | −12,2              | −26,7              | −43,9              | −45,6              | −48,3              |
| Норма опадів, мм        | 5                  | 6                  | 8                  | 7                  | 21                 | 31                 | 60                 | 60                 | 36                 | 15                 | 8                  | 13                 | 270                |
| Днів з опадами          | 3                  | 3                  | 3                  | 2                  | 4                  | 8                  | 10                 | 11                 | 7                  | 5                  | 4                  | 4                  | 64,0               |
| ----------------------- | ------------------ | ------------------ | ------------------ | ------------------ | ------------------ | ------------------ | ------------------ | ------------------ | ------------------ | ------------------ | ------------------ | ------------------ | ------------------ |
| Джерело:                |                    |                    |                    |                    |                    |                    |                    |                    |                    |                    |                    |                    |                    |

## Демографія
Згідно з переписом 2010 року, у переписній місцевості мешкало 13 осіб у 7 домогосподарствах у складі 2 родин. Густота населення становила 0 осіб/км².  Було 34 помешкання (0/км²).
Расовий склад населення:
| - 69,2 % — білих - 23,1 % — корінних американців |

До двох чи більше рас належало 7,7 %. Частка іспаномовних становила 0,0 % від усіх жителів.
За віковим діапазоном населення розподілялося таким чином: 0,0 % — особи молодші 18 років, 84,6 % — особи у віці 18—64 років, 15,4 % — особи у віці 65 років та старші. Медіана віку мешканця становила 50,8 року. На 100 осіб жіночої статі у переписній місцевості припадало 116,7 чоловіків;  на 100 жінок у віці від 18 років та старших — 116,7 чоловіків також старших 18 років.
Цивільне працевлаштоване населення становило 0 осіб. 